# Proceso biológico

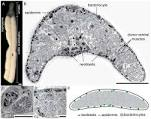
Ultraestructura de la región del trofosoma, Proceso biológico.

Un proceso biológico es un proceso de un ser vivo. Los procesos biológicos están hechos de algún número de reacciones químicas  u 
otros eventos que resultan en una transformación.
La regulación de los procesos biológicos ocurre cuando algún proceso es modulado en su frecuencia, velocidad o alcance. Los procesos biológicos están regulados por muchos medios; entre los ejemplos figuran el control de la expresión génica, la modificación proteica o la interacción con una molécula de proteína o sustrato.
Los procesos biológicos están regulados a menudo por la genética. En algunos casos, la mutación puede llevar a interrupciones a un proceso biológico. Los virus tienen un conjunto de procesos biológicos por los que se reproducen.
Entre los procesos biológicos están:
- Adherencia celular, la unión de una célula, a otra célula o bien a un sustrato subyacente como la matriz extracelular, a través de moléculas de adherencia celular.
- Comunicación celular o unión entre una célula y otra célula, entre una célula y una matriz extracelular, o entre una célula y cualquier otro aspecto de su entorno.
- Morfogénesis, crecimiento celular y diferenciación celular
- Proceso fisiológico celular, los procesos pertinentes a la función integrada de una célula.
- Reconocimiento celular, el proceso por el cual una célula en un organismo multicelular interpreta sus alrededores.
- Proceso fisiológico, aquellos procesos específicamente pertinentes al funcionamiento de las unidades vivas integradas: células, tejidos, órganos y organismos.
- Pigmentación
- Reproducción
- Digestión
- Respuesta a estímulos, un cambio de estado o actividad de una célula u organismo (en términos de movimiento, secreción, producción de enzimas, expresión génica, etc.) como resultado de un estímulo.
- Interacción entre organismos. los procesos por los cuales un organismo tiene un efecto observable en otro organismo de su misma o diferente especie.
- También: fermentación, fertilización, germinación, tropismo, hibridación, metamorfosis, fotosíntesis, transpiración.

Se clasifican
Se puede clasificar en procesos aerobios procesos de tratamiento biológico que ocurre en presencia de oxígeno. Procesos anaerobios procesos de tratamiento biológico que ocurre en ausencia de oxígeno. Procesos anoxicos El proceso en el cual nitrógeno del nitrato es convertido biológicamente a nitrógeno gas en la ausencia de Oxígeno